# Jerusalemkors

Jerusalemkors

Jerusalemkors är ett kryckkors med ett likarmat (grekiskt kors) placerat mellan varje korsarm.
Hos Den Heliga gravens av Jerusalem riddarorden symboliserar dessa fem kors Jesus' fem sår; stigmata.
Inom heraldiken är kungariket Jerusalems vapen, ett jerusalemkors i guld mot en sköld av silver, det enda vapen där metall får läggas mot metall.